# Скуратово (станция)
Скура́тово — железнодорожная станция Курского направления Тульского региона Московской железной дороги. Расположена в поселке Скуратово Чернского района Тульской области.

## История
Станция Скуратово была открыта в 1868 году — одна из старейших на Московской железной дороге. В 1869 году на станции открыли земскую больницу, в 1889 году — первую на Московской железной дороге железнодорожную школу. В 1882 году в 33 верстах от станции Скуратово произошла Кукуевская катастрофа (погибло более 40 человек).
Поезда дальнего следования имели на станции Скуратово долгую остановку для смены паровозов. До 90-х годов XX века длинные остановки поездов, следующих в Москву и Харьков, были связаны со сменой локомотивных бригад. Станция использовалась и для выгрузки мусора из поездов дальнего следования, направлявшихся с юга страны в Москву. В настоящее время станция в указанных целях не используется — поезда не останавливаются.
Здание вокзала построено по проекту архитектора Фёдора Карловича Кнорре в эклектическом стиле, аналогичное здание занимает вокзал станции Серпухов той же линии, ранее подобные вокзалы были на станциях Тула, Поныри и Курск, но они были разрушены во время Великой Отечественной войны.

## Достопримечательности
На территории музейного комплекса станции Скуратово установлены три памятника. В сквере, у здания вокзала, установлен памятник знаменитому мореплавателю А.И. Скуратову, чьим именем названы остров и пролив, открытые «птенцом Петра Великого» во время плавания по Великому Северному Морскому пути. 
В здании вокзала, в музее, восстановлен в первоначальном виде памятник В.И. Ленину и И.В. Сталину.
На вечной стоянке застыл паровоз Л-3036 в сцепе с двухосным крытым вагоном, символ ушедшей эпохи. 
Неподалёку расположена часовня Воздвижения Честного Креста Господня. Часовня устроена в 2003 году путём реконструкции нижнего яруса бывшей водонапорной башни конца XIX в., входившей в состав железнодорожной станции. Объём в виде неравногранного восьмерика перекрыт скатной кровлей с главкой. Часовня построена в память о жертвах железнодорожной катастрофы на Кукуевском провале в 1882 году.

## Пассажирское движение
На станции останавливаются все пригородные поезда и поезда дальнего следования согласно расписаню.

### Перевозчики и расписания
| Перевозчик                                    | Дистанция                               | Расписание |
| --------------------------------------------- | --------------------------------------- | ---------- |
| Российские железные дороги                    | Дальнее следование                      |            |
| Центральная пригородная пассажирская компания | Межрегиональное и пригородное сообщение |            |